# Затишье (Волынская область)
Затишье (укр. Затишшя) — село в Шацкой поселковой общине Ковельского района Волынской области Украины.
До 2020 года входило в Шацкий район.
Расположено у озера Луки, на левом берегу реки Копаювка (правый приток Западного Буга).
Код КОАТУУ — 0725783902. Население по переписи 2001 года составляет 260 человек. Почтовый индекс — 44010. Телефонный код — 3355. Занимает площадь 0,155 км².